# Amel Salah
Amel Salah (en arabe : آمال صالح), née le 23 avril 2002 à Nîmes, est une footballeuse internationale algérienne évoluant au poste de gardienne de but à Le Puy Foot 43.

## Biographie

### Carrière en club
Formée à Nîmes, Amel Salah est passée par le centre de formation de Montpellier en U15 avant de retourner dans le Gard et de côtoyer le niveau national en U19. Elle s’engage ensuite à Tarascon en 2019 où elle s’impose au niveau sénior. En août 2023, elle signe à Le Puy Foot 43.

### Carrière en sélection
En août 2019 elle est sélectionnée avec les U20, pour participer aux Jeux africains.
En 2019, elle est sélectionnée avec les U20, pour participer au tournoi international de l’Union Nord Africain de Football (UNAF).
En septembre 2023, Amel Salah a reçu sa première convocation en équipe d'Algérie,,.

## Statistiques

### Statistiques détaillées
| Saison                | Club                  | Championnat           | Championnat | Championnat | Coupe(s) nationale(s) | Coupe(s) nationale(s) | Algérie | Algérie | Total | Total |
| Saison                | Club                  | Division              | M.          | B.          | M.                    | B.                    | M.      | B.      | M.    | B.    |
| 2023-2024             | Le Puy Foot 43        | Division 3            | 0           | 0           | 5                     | 0                     | 2       | 0       | 7     | 0     |
| Total sur la carrière | Total sur la carrière | Total sur la carrière | 0           | 0           | 5                     | 0                     | 2       | 0       | 7     | 0     |

### En sélection

#### Matchs internationaux
Le tableau suivant liste les rencontres de l'équipe d'Algérie dans lesquelles Amel Salah a été sélectionnée depuis le 24 février 2024 jusqu'à présent.